# Hypsioma opalina
Hypsioma opalina là một loài bọ cánh cứng trong họ Cerambycidae.